# Nomada picticauda
Nomada picticauda är en biart som beskrevs av Cockerell 1929. Nomada picticauda ingår i släktet gökbin, och familjen långtungebin. Inga underarter finns listade i Catalogue of Life.